# Статский советник (роман)
«Ста́тский сове́тник» — исторический роман Бориса Акунина из серии «Приключения Эраста Фандорина».
Акунин задумал серию «Приключения Эраста Фандорина» как краткое изложение всех жанров детектива, каждый роман представлял собой новый жанр. Очередная история является политическим детективом, где главный герой сталкивается с заговором политического характера, влияющим на всю страну.

## Сюжет
1891 год. Боевая Группа социалистической революционной партии совершает «казнь» генерала-адъютанта Храпова, виновного в самоубийстве политзаключённой Полины Иванцовой. Эраст Фандорин, отвечавший за безопасность Храпова в Москве (до которой Храпов, правда, не успел доехать), начинает расследование обстоятельств убийства, в надежде выйти на Боевую Группу. Только так он может спасти своего покровителя (генерал-губернатора Москвы князя Долгорукого) от позорной отставки. Следствие осложняется прибытием «звезды петербургского сыска» — князя Пожарского. Статскому советнику Фандорину нужно во что бы то ни стало опередить Пожарского, за которым стоят недоброжелатели Долгорукого. Эраст Фандорин окунается в жизнь революционного подполья и политического сыска: герои, сочувствующие, шпионы, провокаторы, предатели, правда официальная и правда революционная — Россия предстает перед статским советником в новом свете. Роман с революционно настроенной дочерью банкира Эсфирью Литвиновой только усугубляет его сомнения.
В ходе следствия Фандорин обнаруживает связь между князем Пожарским и Боевой Группой, которая, сама того не зная, действует по его наводке. Предать гласности это обстоятельство не представляется возможным по политическим соображениям, кроме того у Пожарского очень влиятельные покровители. Фандорин выходит и на Боевую Группу, однако не может их задержать, так как они заняты приготовлением взрывчатки (гремучего студня), и любая искра от пистолета может вызвать взрыв. Когда Пожарский отправляется на задержание Боевой Группы, Фандорин не предупреждает его о готовящейся там засаде. («Злом зло искореняя…») По окончании следствия разочаровавшийся в государственной службе Фандорин уходит в отставку.
Центральным персонажем параллельной сюжетной линии является Грин (Григорий Гринберг) — лидер Боевой Группы. После казни генерала Храпова он со своими товарищами скрывается в Москве, покинуть которую у них нет возможности из-за жандармских проверок на дорогах. Узнав о прибытии в Москву генерала Пожарского (также приговорённого партией к смерти), Боевая Группа начинает на него охоту. Московская подпольщица, известная под именем Игла, помогает Боевой Группе скрываться и поддерживает их связь с партией. Внезапно из Петербурга приходит известие об аресте партийной кассы (Пожарским же), нужно срочно добыть деньги — они нужны для освобождения из тюрьмы товарищей, ожидающих казни, и финансирования европейской типографии, где издается революционная газета. Боевая Группа, несмотря на своё опасное положение, берётся раздобыть деньги (для Грина это своего рода дело чести — он считает себя виновным, так как упустил Пожарского раньше). Через хозяйку публичного дома Жюли (сочувствующую революционерам) в Москву вызывают грабителя по кличке Козырь: за долю в добыче он готов помочь Боевой Группе достать деньги. Ограбление удаётся, но жандармы идут за Грином и его товарищами по пятам, и лишь записки от неизвестного доброжелателя, подписывающегося ТГ, позволяют им в самый последний момент ускользать. Однако Боевая Группа не отказывается от намерения казнить князя Пожарского.
По наводке ТГ Грин и его товарищи устраивают очередное покушение на Пожарского в Брюсовском сквере и попадают в засаду, из которой уйти живыми удается только Грину и Игле. Поняв, что ТГ — предатель, Грин решает найти его и отомстить за смерть товарищей. Выяснив, что ТГ — это и есть князь Пожарский, а его шпионом в Боевой Группе была Жюли, Грин заманивает Пожарского в засаду. Но тот, заподозрив неладное, приводит с собой жандармов и прячет в рукаве пистолет, из которого смертельно ранит Грина. Поняв, что люди Пожарского не оставят её в живых, Игла взрывает приготовленный накануне гремучий студень. Во взрыве погибают Пожарский, Жюли, жандармы, Грин и она сама.

## Прототипы
Среди реальных фигур российской истории, послуживших прототипами героев книги известный мэтр политического сыска Зубатов и его коллега Медников, московский генерал-губернатор князь Владимир Андреевич Долгоруков и Великий князь Сергей Александрович, фабрикант Савва Морозов и многие другие.
- князь Долгорукой — князь Владимир Андреевич Долгоруков
- Фрол Ведищев — Григорий Иванович Вельтищев
- Сверчинский — Середа Николай Акимович, начальник Московского губернского жандармского управления и Евгений Юрковский, московский обер-полицмейстер.
- Бурляев — Бердяев Николай Сергеевич, начальник Московского охранного отделения.
- Зубцов — Сергей Зубатов
- Мыльников — Евстратий Медников
- Лобастов — Савва Морозов
- Храпов — Фёдор Трепов

## Литературные отсылки
«Статский советник», как и другие произведения Бориса Акунина, является творческой переработкой классической литературы. В данном случае книг «Что делать?» Николая Чернышевского, «Сашка Жегулев» Леонида Андреева и особенно «Нетерпение» Юрия Трифонова. На образ Грина (лидера Боевой Группы) заметно повлияли Андрей Желябов («Нетерпение»), Сашка Жегулев («Сашка Жегулев»), Рахметов («Что делать?»), в Игле (московской подпольщице, связной Боевой Группы) легко угадывается Софья Перовская («Нетерпение»).
Кроме того, на книгу могло повлиять и знание автором японской культуры — завязка романа (преступление, совершенное «под маской» известного детектива с характерными внешними признаками) напоминает завязку детектива Торао Сэтогути, экранизированного в 1958 году как «Hibari torimonochō: Jiraiya koban» (ひばり捕物帖　自雷也小判, англ. Secret of the Golden Coin).

## Экранизация
В 2005 году вышла одноименная экранизация Филиппа Янковского. Эраста Фандорина играет Олег Меньшиков, Пожарского — Никита Михалков. Михалков выиграл две премии за лучшую мужскую роль («Золотой орел», «Кинотавр»).
Фильм имеет много различий с книгой.